# 碧南一家
碧南一家（へきなんいっか）は、愛知県碧南市の広報誌『広報へきなん』の毎月1日号に連載されている4コマ漫画作品である。現在も連載中。作者は加藤まさみ（1967年-2017年）、村瀬範行（2018年-）。

## 概要
加藤まさみの作により『広報へきなん』1967年2月1日号より連載を開始。以後、2017年9月1日号まで50年7か月、952回にわたり連載された。連載50年目となる2017年2月1日号において、日本で連載中の全マンガのうち、もっとも連載期間が長いマンガ作品として紹介された。長期連載継続中の漫画として著名な作品の連載開始は、『タンマ君』（東海林さだお）が1968年1月、『ゴルゴ13』（さいとう・たかを）が1968年11月で、『碧南一家』の連載開始はこれらよりわずかに早い。上記記事の紹介時点の50年1か月という連載期間は、『仙人部落』（小島功）の57年11か月、『小さな恋のものがたり』（みつはしちかこ）の52年4か月に続き、日本の漫画として3番目に長い期間であった。
2017年8月21日に加藤が死去したため2017年9月1日号を最後にいったん連載終了となったのち、2018年1月1日号より碧南市出身の村瀬範行が継承し、連載を再開した。
現在、通算連載期間は、連載中の漫画においては最長である。

## 参考記事
- 自治体クリップ